# Мегалополис (город)
Мегало́полис, Мегало́поль (греч. Μεγαλόπολις ή Μεγαλόπολη)— малый город в Греции. Расположен на высоте 430 метров над уровнем моря, в центральной части полуострова Пелопоннеса, в 154 километрах к юго-западу от Афин. Является административным центром одноимённой общины (дима) в периферийной единице Аркадии в периферии Пелопоннес. Население 5748 жителей по переписи 2011 года.
Юго-западнее города проходит автострада 7, часть европейского маршрута E65. Западнее города проходит национальная дорога 7 Коринф — Каламата. Национальная дорога 76 связывает Мегалополис и Крестену.

## История
Древнегреческий город Мегалополь основан в 371 году до н. э. при активном участии Эпаминонда в результате слияния более 35 поселений Аркадии. Город надолго стал противником Спарты и оплотом антиспартанских сил на Пелопоннесе вплоть до римского завоевания Греции. Известны тираны: Аристодем, сын Артила (правил до 253 г. до н. э.), затем Лидиад. Название города стало нарицательным и преобразовалось в термины «мегаполис» и «мегалополис».

## Сообщество Мегалополис
В общинное сообщество Мегалополис входит деревня Орестион. Население 5779 жителей по переписи 2011 года. Площадь 16,126 квадратного километра.
| Наименование | Население (2011), человек |
| ------------ | ------------------------- |
| Мегалополис  | 5748                      |
| Орестион     | 31                        |

## Население
| Год  | Население, человек |
| ---- | ------------------ |
| 1991 | 5255               |
| 2001 | 5915               |
| 2011 | ↘ 5748             |

## Известные уроженцы
- Филопемен (253—183 годы до н. э.) — стратег Ахейского союза, названный «последним эллином».
- Полибий (ок. 200—120 до н. э.) — историк, государственный деятель и военачальник.
- Леонидас Зервас (1902—1980) — химик.